# LV Vulpeculae
LV Vulpeculae eller Nova Vulpeculae 1968 var en snabb nova i stjärnbilden Räven. Novan upptäcktes den 17 april 1968 av den brittiske astronomen George Alcock. Den nådde magnitud +4,5 i maximum och avklingade sedan snabbt.  Den är nu en stjärna av 17:e magnituden.